# Mörttjärnen (Edefors socken, Norrbotten)
Mörttjärnen är en sjö i Bodens kommun i Norrbotten och ingår i Piteälvens huvudavrinningsområde.